# Philosophisch-Theologische Hochschule St. Pölten
Die Philosophisch-Theologische Hochschule der Diözese St. Pölten war eine römisch-katholische Hochschule im Alumnat St. Pölten in St. Pölten, Niederösterreich, die seit 1791 bestand. Die Hochschule gilt seit dem 1. Oktober 2022 als „stillgelegt“.

## Hochschule
Die Gründung in ihrer Form als Philosophisch-theologische Hochschule erfolgte am 1. September 1971. Vorläufer war nach verschiedenen Seminarien eine philosophisch-theologische Lehranstalt, die am 14. Oktober 1791 von dem Bischof von St. Pölten, Johann Heinrich von Kerens, eingerichtet wurde. Träger der staatlich anerkannten Hochschule ist der bischöfliche Stuhl zu St. Pölten, sie untersteht in allen Belangen unmittelbar der Leitungs- und  Weisungsgewalt des Diözesanbischofs von St. Pölten.
Neben grundständiger fachtheologischer und religionspädagogischer Ausbildung wurden Fortbildungsstudien angeboten zu Themen der Ehe und Familie, Katechese und Kultur des Christentums.
Nach dem von Diözesanbischof Alois Schwarz mit Jahresende 2019 angenommenen Rücktritt von Rektor Josef Kreiml wurde Josef Spindelböck im Januar 2020 mit der Leitung der Hochschule betraut. Mit dem Sommersemester 2020 wurden die Lehrveranstaltungen der Hochschule beendet. Prüfungen von bereits inskribierten Studierenden wurden noch bis zum Ende des Sommersemesters 2022 abgenommen. Seit 1. Oktober 2022 gilt die Hochschule als „stillgelegt“; als rechtliches Institut ist die Hochschule nicht aufgehoben. Die Bibliothek steht weiterhin zur Verfügung.

## Studienrichtungen
Die Studienrichtungen der Hochschule waren:
- Katholische Religionspädagogik (Bachelor of Arts)
- Katholische Religionspädagogik (Master of Education)
- Katholische Fachtheologie (Magister/Magistra der Theologie)

Die akademischen Grade wurden nach Vorliegen aller prüfungsrelevanten Voraussetzungen durch die Katholisch-Theologische Fakultät der Universität Wien verliehen.

## Bekannte Dozenten
- Clemens Breuer (* 1964), Sozialethiker, Moraltheologe
- Gottfried Glassner OSB (1950–2023), Alttestamentler
- Reinhard Knittel (* 1960), Kirchenrechtler
- Josef Kreiml (* 1958), Fundamentaltheologe und Ökumeniker
- Veit Neumann (* 1969), Pastoraltheologe
- Josef Pichler (* 1967), Neutestamentler
- Josef Spindelböck (* 1964), Moraltheologe
- Wolfgang Spindler (* 1968), Sozialethiker
- Michael Stickelbroeck (* 1963), Dogmatiker